# Bebida flameada

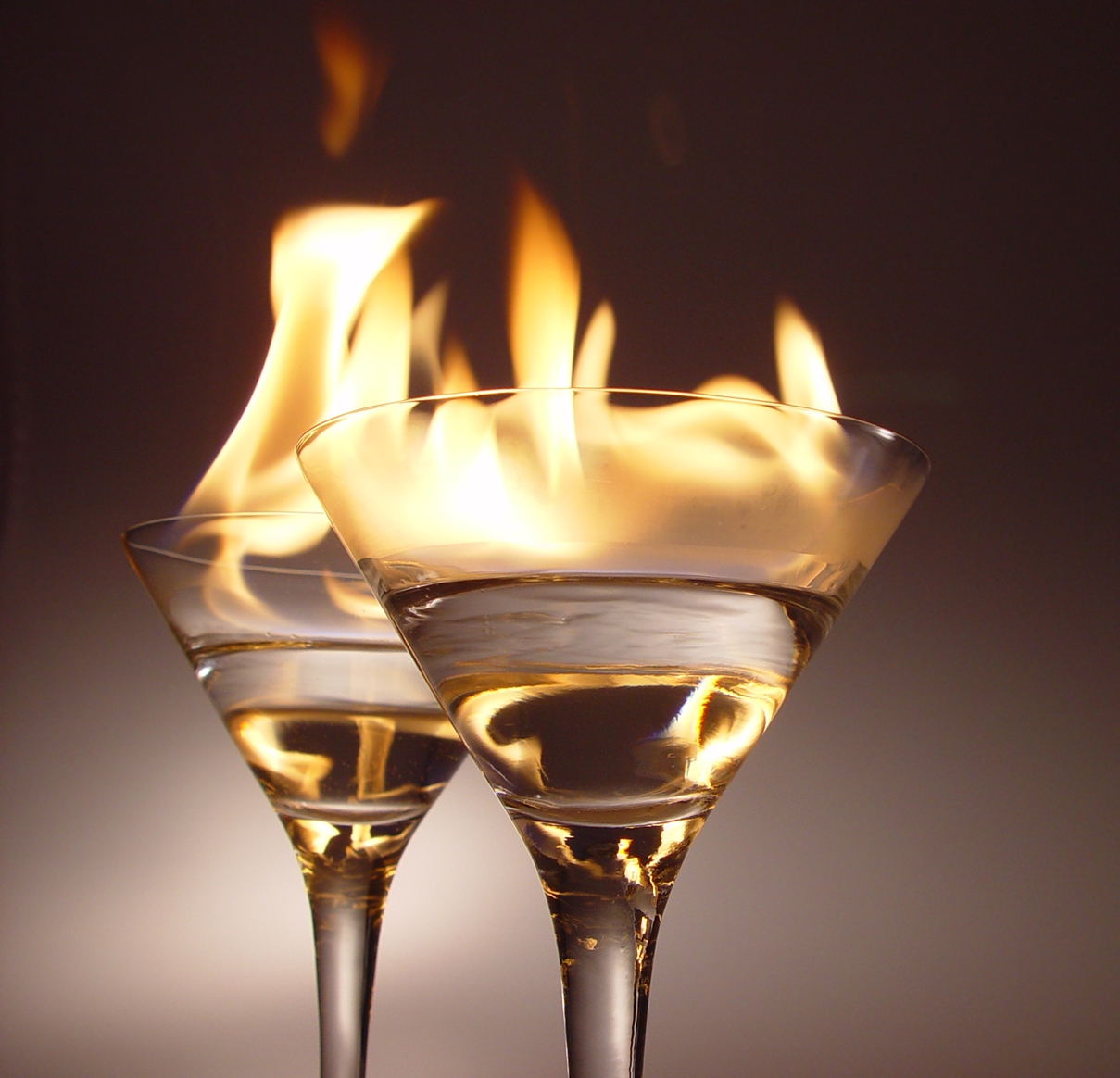
Dos cócteles flameados en copas martineras.

Una bebida flambeada, flameada, llameante o en llamas es un cóctel u otra bebida alcohólica que se prende antes de su consumo por motivos estéticos, ya que el alcohol es un compuesto inflamable. El alcohol puede ser parte integral de la bebida o flotar como una capa delgada en la superficie superior de esta. Aunque la principal razón para flamear una bebida es impresionar al cliente, muchos bármanes y mixólogos afirman que, en combinación con ciertos ingredientes, se pueden alterar los sabores de la bebida, potenciándolos o aportando un matiz ahumado o tostado.
Por el uso de fuego, se trata de una práctica que puede ser peligrosa, y se deben tomar las precauciones necesarias para garantizar la seguridad tanto del cantinero como de los clientes que consumen la bebida. El fuego siempre debe encenderse lejos del área donde se encuentran los clientes para garantizar su seguridad, y estos nunca deben consumir las bebidas mientras las llamas aún estén ardiendo. Los vasos pueden calentarse bastante para sostenerlos con la mano, lo que podría provocar quemaduras. Además, siempre existe el riesgo de derrames o de incendiar otros artículos, especialmente si los clientes ya están bajo los efectos del alcohol. Los camareros deben llevar y servir los cócteles ya prendidos con sumo cuidado a las mesas. Se recomienda encarecidamente que solo un cantinero experimentado ejecute esta práctica; los bármanes sin entrenamiento deben abstenerse de manejar estas bebidas en ningún momento.

## Historia

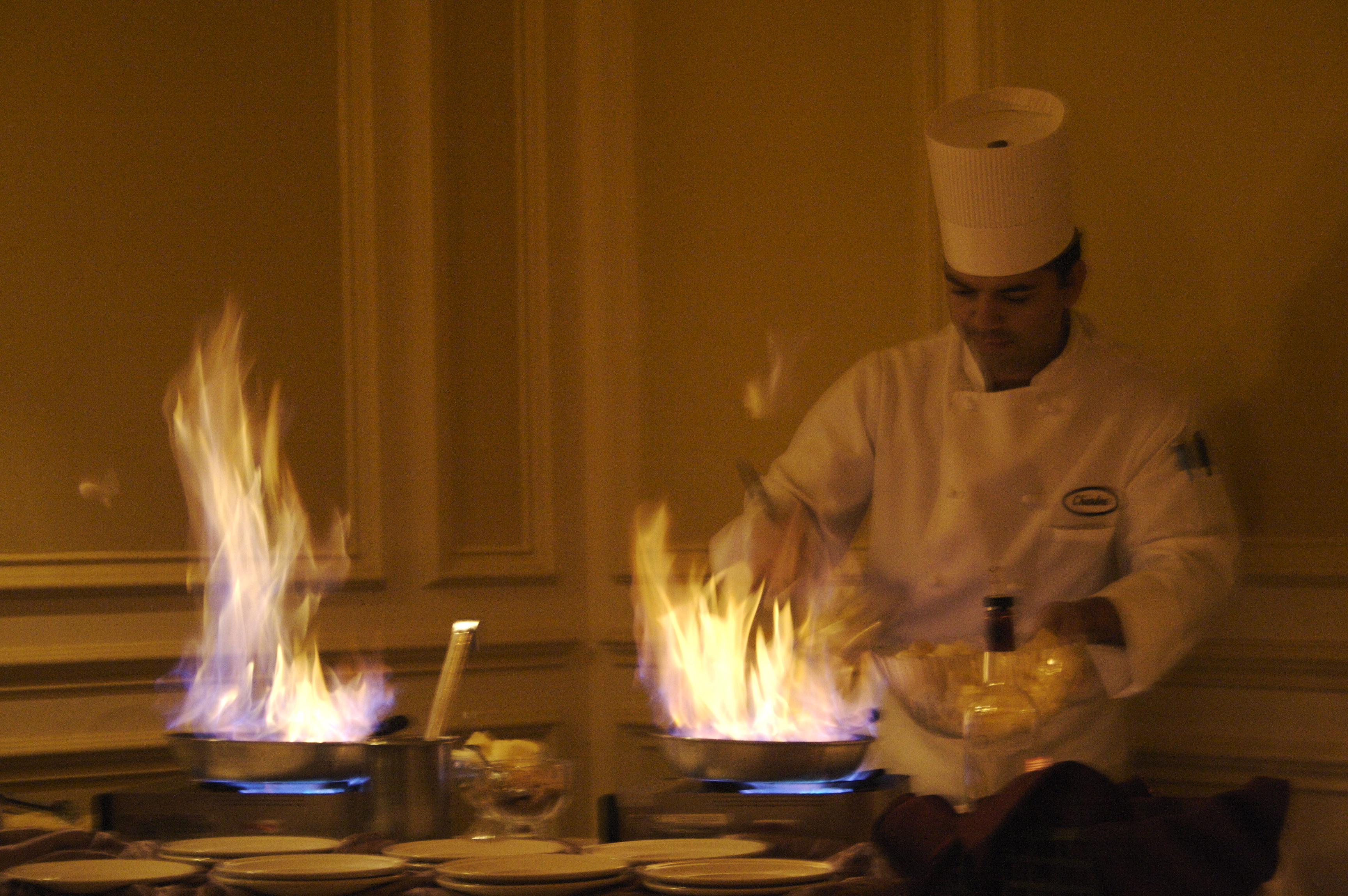
Un chef preparando Crêpe Suzette.

El alcohol se ha consumido como bebida durante milenios. También se ha utilizado como combustible para el fuego durante mucho tiempo. Sin embargo, se desconoce cuándo se comenzó a combinar bebidas con fuego.
Muchas recetas tradicionales, especialmente de la alta cocina, incorporan el flambeado de alcohol como técnica o ingrediente clave, como por ejemplo, en el caso de las bananas Foster, las cerezas jubilee, la bomba Alaska, la crêpe Suzette, el filete Diane o el coq au vin son algunos platos conocidos que utilizan este método para apartar sabores complejos a la comida y, en el caso de todos excepto el último, supone un espectáculo realizado frente al comensal. También durante la época victoriana en Reino Unido fueron tradicionales los budines cocidos al vapor y luego flambeados.

### Uso en épocas anteriores
No se tiene constancia de cuándo se comenzó a flamear bebidas, y lo más probable es que se hiciese en diferentes épocas en diferentes lugares. A mediados del siglo XIX, los saloons estadounidenses servían bebidas espirituosas básicas como el whisky, el brandy o la ginebra, y para endulzarlos, se mezclaban con un poco de azúcar. En las ocasiones especiales se servían también una variedad de ponches, toddis, egg nogs, grogs o vinos calientes. Posiblemente en algún momento entre el siglo XVII y mediados del siglo XIX se comenzó a prender el alcohol.

### Primer registro de cóctel flameado

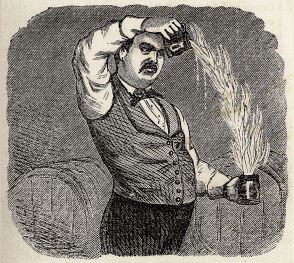
Jerry Thomas, autor del primer recetario de cócteles.

El primer manual de coctelería del que se tiene constancia, How to Mix Drinks («Cómo mezclar bebidas»), escrito por Jerry Thomas y publicado en 1862, contiene la receta de un cóctel flameado, el Blue Blazer, considerada la primera receta registrada de una bebida flameada. Describe cómo convertir un Hot Toddy hecho con Scotch en un «raudal flameante de fuego líquido» (blazing stream of liquid fire):

197. Blue Blazer.

(Use dos tazas grandes plateadas, con asas)
1 copa vinera de whisky escocés.
1 copa vinera de agua hirviendo.
Coloque el whisky y el agua hirviendo en una taza, encienda el líquido con fuego y, mientras arde, mezcle ambos ingredientes vertiéndolos cuatro o cinco veces de una taza a la otra, como se muestra en la imagen. Si se hace bien, esto tendrá la apariencia de una corriente continua de fuego líquido. Endulce con una cucharadita de azúcar glas y sirva en un vaso de barra pequeño, con un trozo de cáscara de limón.
El Blue Blazer («ardiente azul») no tiene un nombre muy eufónico o clásico, pero sabe mejor al paladar de lo que suena al oído. Un espectador que vea por primera vez a un artista experimentado creando esta bebida, naturalmente llegaría a la conclusión de que es un néctar para Plutón en lugar de para Baco. El novato debe tener cuidado al mezclar esta bebida para no quemarse. Para dominar el lanzamiento del líquido de una taza a la otra, será necesario practicar durante algún tiempo con agua fría.: 76–77 

## Seguridad
Numerosos bares han sido clausurados debido al incumplimiento de los códigos de incendios y al peligro imprudente contra clientes. También se reportan casos de camareros que han sufrido quemaduras por llevar bebidas en llamas.

## Flair bartending

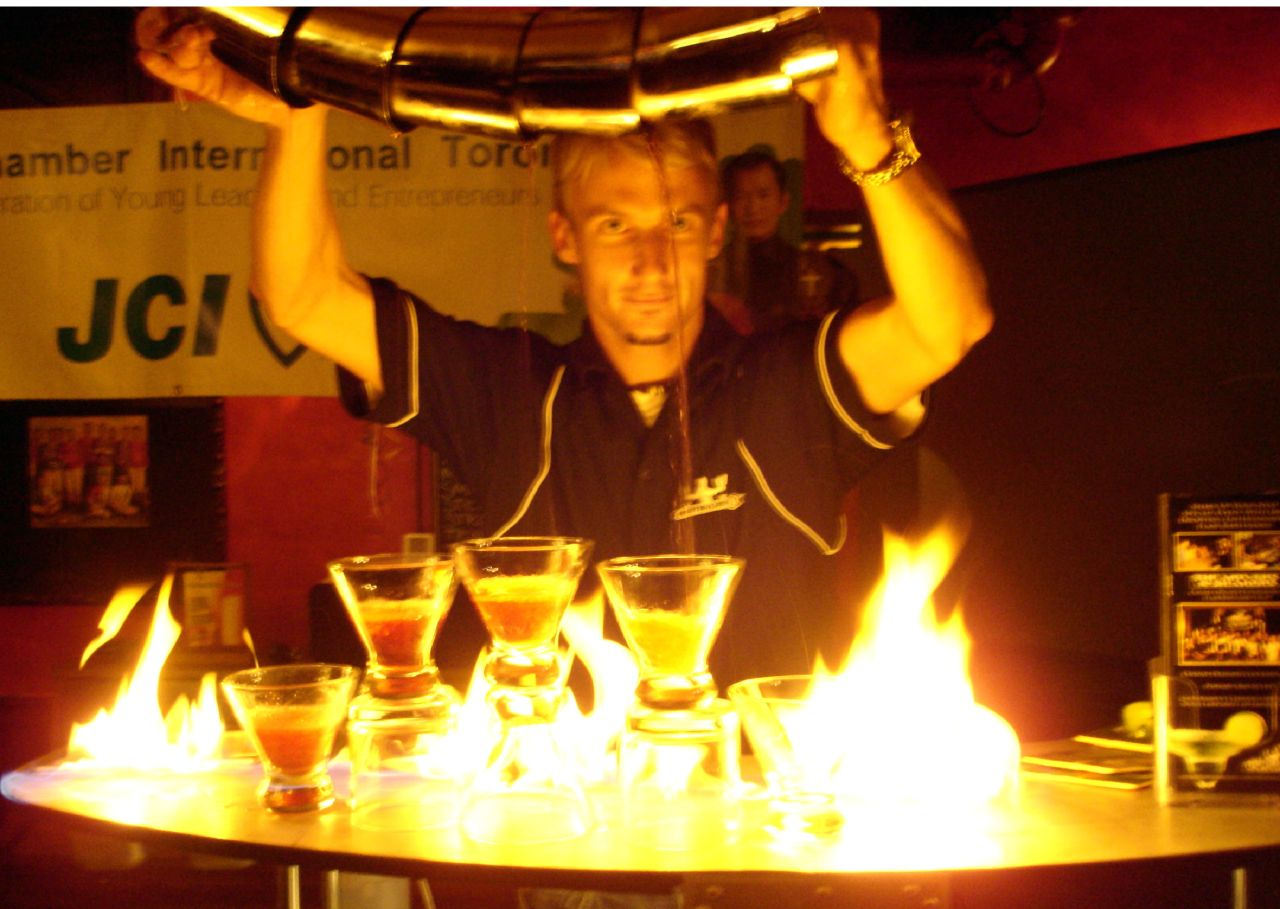
Bartender sirviendo cinco Flaming Martinis al mismo tiempo.

El flair bartending («coctelería con estilo»), acortado flairtending, es el arte de preparar cócteles con movimientos ágiles, con estilo y con chispa, en lugar de simplemente verter bebidas sobre un vaso. Se necesitan de ciertas habilidades, como voltear rápidamente o girar una botella, y es una forma bastante común de que los camareros impresionen a los clientes y mejoren la experiencia de beber, convirtiéndola en una forma de espectáculo.
Sin embargo, preparar un cóctel en llamas a un cliente es otro nivel de estilo. Los bares y clubes nocturnos que se especializan en este estilo de coctelería tienden a desarrollar reputación por ello, y la gente visita el establecimiento tanto por las bebidas como por el espectáculo.

### Twistde naranja en llamas
La piel de la mayoría de las frutas cítricas, especialmente naranjas y limones, contiene aceites esenciales inflamables. Cuando se exprime una rodaja de cáscara sobre una bebida en llamas, el líquido se rocía y se carameliza ligeramente, produciendo un efecto de chispa como si fuese un fósforo o un encendedor. El cambio en el sabor es sutil, pero es un acto más performático que culinario. Esta técnica se puede hacer cada vez que se requiere un toque cítrico en la receta de alguna bebida; aunque las bebidas con sabores más fuertes son mejores que las delicadas. Después de exprimirse, la piel se frota por el borde del vaso y se coloca como decoración para el cóctel, por lo que se deben usar frutas ya limpias. Además, cuanto más fresca sea la fruta, más aceites retiene en su piel.

### Piel de frutas flameantes

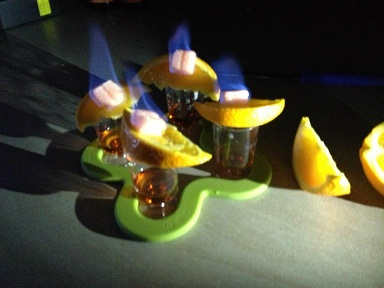
Terrones de azúcar mojados en ron sobre piel de naranja.

En este procedimiento, se suele cortar por la mitad o en gajos un limón, lima o naranja pequeña, se ahueca y luego se agrega a un cóctel para que flote sobre el líquido, que generalmente suele estar en un vaso tiki, o bien una copa balón para brandy. Luego se vierte una pequeña cantidad de ron probado (overproof), es deir, 45º o más, en la cáscara ahuecada y se prende fuego con cuidado.
Colocar un terrón de azúcar dentro de la cáscara ayuda de dos maneras. Primeramente, cumple la función de mecha para generar una mejor llama, y en segundo lugar, agrega peso a la cáscara y ayuda a evitar que se vuelque en la bebida. El terrón de azúcar caramelizado es comestible si no se quema demasiado. Se considera un garnish, además de que es útil para retrasar el efecto flameante en los chupitos flameantes. También se pueden utilizar en pequeños platos ignífugos.

### Absenta

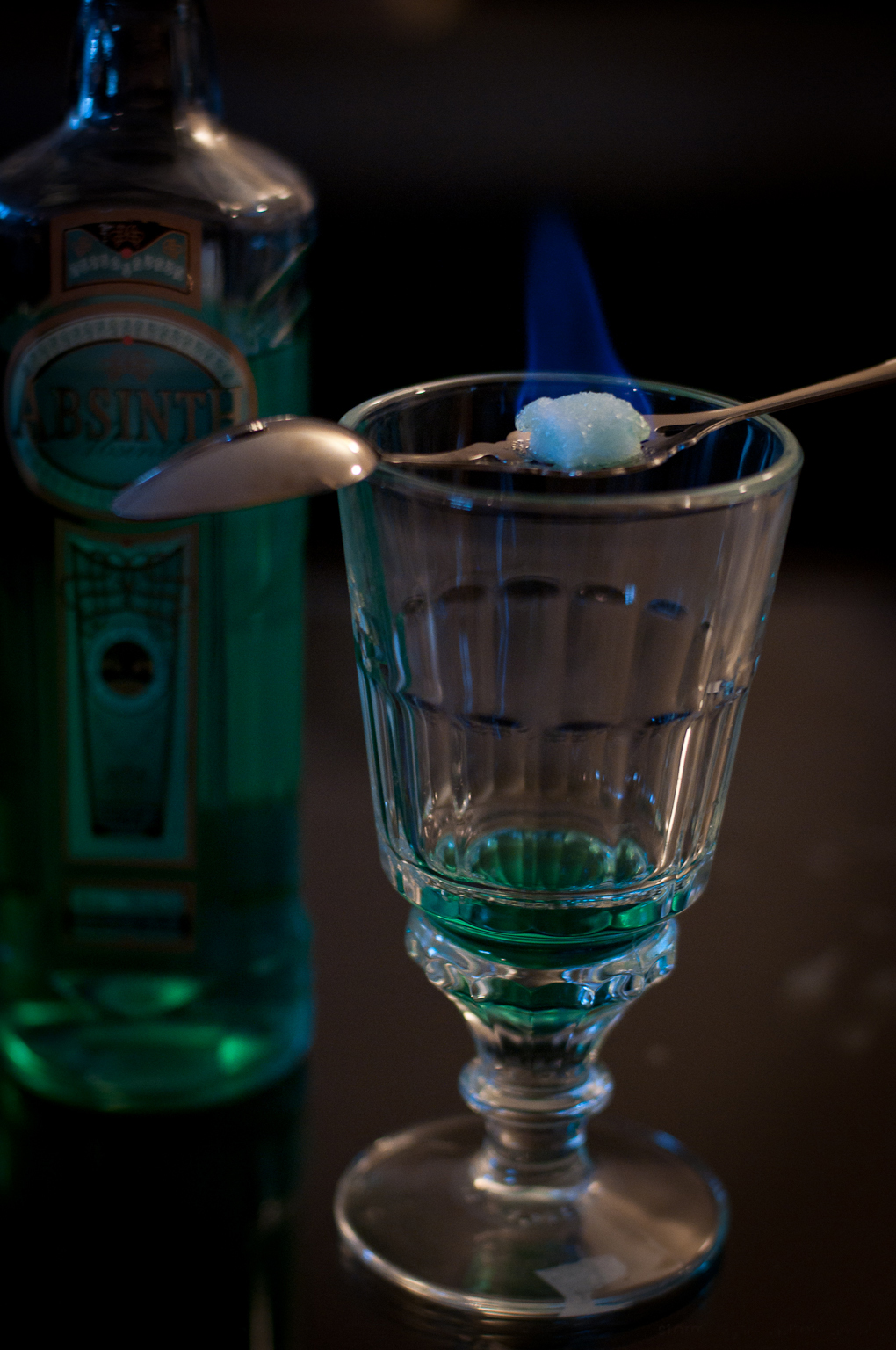
Ritual bohemio para prender una Absinth Stromu, en el que se la bebida puede llegar a prenderse si el terrón de azúcar en llamas cae dentro de la absenta.

La absenta tradicionalmente se consume siguiendo un ritual de origen francés, en el que los terrones de azúcar se disuelven lentamente en la absenta vertiendo o goteando agua helada sobre los cubos; la mezcla del agua con los aceites botánicos hidrófobos de la absenta hace que se vuelva opaca, lechosa (louche), el llamado efecto Ouzo. Si bien este método tradicional de preparación no implica el flameado, la absenta es un licor altamente inflamable y, por lo tanto, es adecuado para su uso en cócteles flameantes.
Existe otro ritual de origen bohemio (checo) que sí involucra llamas, aunque no prende directamente la bebida en sí. En lugar de disolver lentamente el azúcar con agua fría, el terrón de azúcar se rocía con absenta y luego se le prende fuego. Esto da como resultado que el azúcar caramelizado gotee en la absenta, lo que cambia considerablemente el sabor. Este ritual del fuego es una invención moderna, que se originó en la década de 1990 e inicialmente pretendía distraer la atención del hecho de que las absentas checas de esa época a menudo eran simplemente vodkas overproof con colorantes y aromatizantes artificiales. El efecto visual pirotécnico de este ritual lo ha hecho popular incluso cuando la calidad de tales absentas mejoraron.

## Alcohol utilizado
Para poder flamear un cóctel y que se prenda la llama se puede usar cualquier bebida espirituosa con 40° o más. Sin embargo, para que la llama sea constante se recomiendan, como mínimo, 50º. Algunos ejemplos son:
- Absenta (70° - 90°)[7]
- Coñac (40°)[6]
- Everclear (60°, 75.5º o 95°)
- Ginebra (40° - 45°)
- Grand Marnier (40°), desprende un aroma agradable al prenderse.[12]
- Ediciones especiales de Kahlúa.[2][7]
- Ron probado (+45°), los llamados «rones 151»:
  - Bacardi 151, se prende limpia y rápidamente.[8]
  - Stroh 160, con una alta inflamabilidad y aromático.[15][16]
- Poitín (90° - 95°)[17][18][19]
- Sambuca (42º), produce una llama de color azul y posee un aroma anisado.[20]
- Scotch Whisky (40° - 46°)[5]: 76–77
- El vodka (40° - 95°), produce grandes llamaradas azules.[20]

La cerveza, por su alto contenido de agua, se agrega en muchos cócteles para apagar las llamas. Por ejemplo, en el Flaming Dr. Pepper, se deja caer un chupito bomba en llamas sobre una jarra de cerveza grande.

## Listado de cócteles flameados
Existen muchos cócteles flameados populares y frecuentemente los bármanes crean variantes de los existentes o inventan nuevos. Algunos ejemplos son:
- Absenta[7]
- B-52 flameado[7][21]
- Blue Blazer[5]: 76–77 [22]
- Flaming Lamborghini
- Flaming Dr. Pepper[7]
- Flaming Volcano[2][2]
- Flaming Zombie[6]